# Caroline Johansen
Caroline Johansen (født: 1989), er en norsk skuespiller, manuskriptforfatter og instruktør.
Hun er kendt fra roller som Caroline Boye-Larsen Birgits og Finns datter i Taxa. Hun voksede op i Alta.

## Film og TV (udvalg)

### Skuespiller
- 1998–1999: Taxa (TV-serie) – Caroline Boye-Larsen[5]
- 2015: Unge lovende (TV-serie, sesong 1) – venninne
- 2016: BMI-turné (mini-serie) – Thea
- 2016–2019: Side om side – Jernia-Dispatcher Ellen
- 2021: Nissene i bingen (TV-serie) – Karita

### Instruktør
- 2016: Sølvrekka
- 2018: Hvite gutter[6]
- 2018–2019: Lovleg
- 2020: Bablo (12 episoder)[7]